# چینش باد

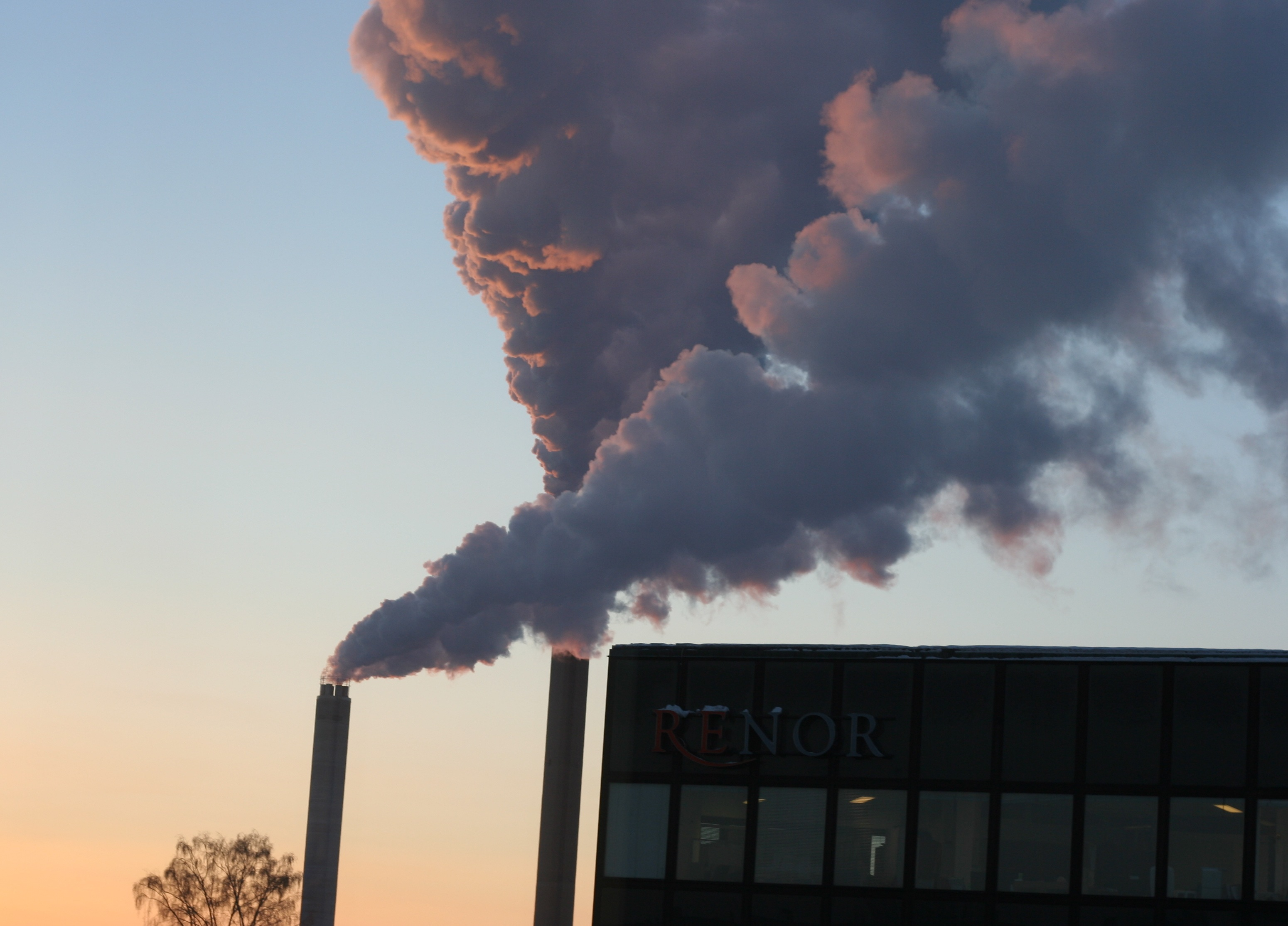
نمایی از دودهای دو دودکش با ارتفاعات مختلف که به دلیل چینش باد، به جهات متفاوت می‌روند.

چینش باد یا برش باد (انگلیسی: Wind shear) که گاهی به آن شیب باد نیز گفته می‌شود، به معنای تغییر سمت و سرعت باد در فاصله نسبتاً کوتاهی در اتمسفر زمین است.
به عبارتی دیگر، تغییر محلی بُردار باد یا هریک از مؤلفه‌های آن در یک راستای معین را چینش باد می‌گویند.
چینش باد به تغییر ناگهانی سرعت باد در یک فاصلهٔ کوتاه افقی گفته می‌شود که در این شرایط تغییر سریعی در میزان لیفت و در پی آن ارتفاع هواپیما رخ می‌دهد.
همواره میزان زیادی چینش باد در جو موجود است اما برش‌های باد قوی موجب تشکیل چرخند و تگرگ می‌شود.
همواره میزان زیادی چینش باد در نزدیک جبهه‌های هوا و رودبادها وجود دارد.
چینش باد یک لایه جوی ناپایدار است که در CAT هم به وجود می‌آید.
چینش قائم باد در محیط اطراف چرخندهای حاره‌ای بسیار با اهمیت است. منظور از چینش باد میزان تغییر در سرعت و جهت باد با افزایش ارتفاع است.
هنگامی که برش باد ضعیف باشد توفان که قسمتی از چرخند است به صورت قائم رشد می‌کند و گرمای نهان ناشی از چگالش در هوایی که مستقیماً در بالای توفان قرار دارد آزاد می‌شود و به توسعه توفان کمک می‌کند هنگامی که برش باد قوی‌تری وجود داشته باشد توفان به صورت اریب و کج در می‌آید و گرمای نهان بر روی منطقه گسترده‌تری آزاد می‌شود.

## تعریف
چینش باد به تغییر سرعت برداری باد در فواصل افقی یا عمودی اشاره دارد. خلبانان هواپیما معمولاً چینش باد قابل توجه را تغییر افقی در سرعت ۳۰ گره (۱۵ متر بر ثانیه) برای هواپیماهای سبک و ۴۵ گره (۲۳ متر بر ثانیه) برای هواپیماهای مسافربری در ارتفاع بالا تعریف می‌کنند. تغییرات سرعت عمودی بیشتر از ۴٫۹ گره (۲٫۵ متر بر ثانیه) نیز به عنوان چینش باد قابل توجه برای هواپیما شناخته می‌شود. چینش باد در سطح پایین می‌تواند بر سرعت هواپیما در هنگام برخاستن و فرود به روش‌های فاجعه بار تأثیر بگذارد و خلبانان هواپیما آموزش دیده‌اند تا از ریزش باد ناشی از ریزپکش (کاهش باد مخالف بیش از ۳۰ گره [۱۵ متر بر ثانیه]) جلوگیری کنند.
چینش باد همچنین یک عامل کلیدی در شکل‌گیری توفان‌های تندری شدید است. خطر مضاعف آشفتگی در پرواز نیز اغلب با چینش باد همراه و مرتبط است. دلایل آن شامل موارد زیر است:
- شدت ریزپکش می‌تواند در یک دقیقه یا کمتر دو برابر شود،
- بادها می‌توانند به سمت بادهای متقابل بیش از حد تغییر کنند،
- ۴۰–۵۰ گره (۲۱–۲۶ متر بر ثانیه) سرعت آستانه بقا در برخی از مراحل فعالیت در ارتفاع پایین است،
- چندین مورد از حوادث تاریخی ناشی از چینش باد شامل ریزپکش‌های با سرعت ۳۵–۴۵ گره (۱۸–۲۳ متر بر ثانیه) بوده است.

## ویژگی‌ها

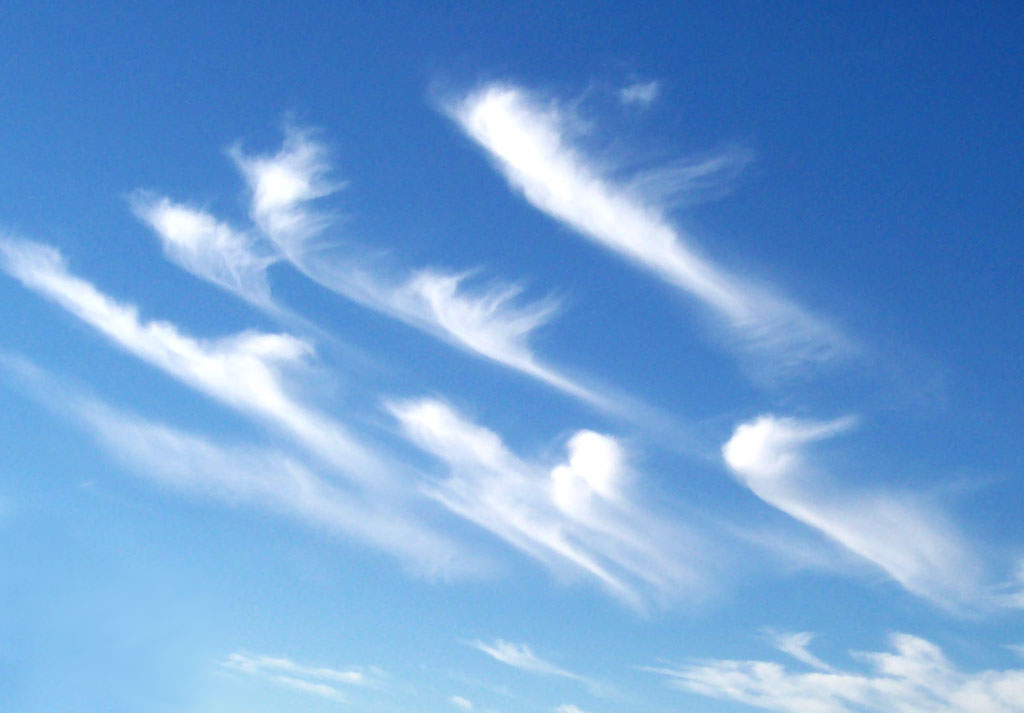
ستون‌های کریستال یخ در ابر پرسان که چینش باد در سطح بالا با تغییر در سرعت و جهت باد را نشان می‌دهند.

چینش باد اتمسفری معمولاً به عنوان برش عمودی یا افقی باد توصیف می‌شود. چینش عمودی باد، تغییر در سرعت یا جهت باد با تغییر ارتفاع است. چینش افقی باد، تغییر در سرعت باد با تغییر موقعیت جانبی برای یک ارتفاع معین است.
چینش باد یک پدیده هواشناسی ریزمقیاس است که در فاصله بسیار کمی رخ می‌دهد، اما می‌توان آن را با پدیده‌های هواشناسی میان‌مقیاس یا مقیاس سینوپتیک مانند خط‌های تندوَزه یا جبهه‌های هوای سرد مرتبط کرد. چینش باد معمولاً در نزدیکی مراکز ریزپکش و فروپکش ناشی از جبهه‌های توفان تندری، مناطقی با بادهای سطح پایین محلی بالاتر که به آنها رودبادهای سطح پایین گفته می‌شود، در نزدیکی کوه‌ها، وارونگی تابشی که به دلیل آسمان صاف و بادهای آرام رخ می‌دهد، ساختمان‌ها، توربین‌های بادی و قایق‌های بادبانی دیده می‌شود. برش باد اثرات قابل توجهی در کنترل هواپیما دارد و تنها یا یکی از دلایل بسیاری از سوانح هوایی بوده است.
حرکت صوت در اتمسفر تحت تأثیر چینش باد قرار می‌گیرد، که می‌تواند جبهه موج را خم کند و باعث شود صداها در جایی قایل شنیدن باشند که معمولاً شنیده نمی‌شوند. چینش باد عمودی قوی در تروپوسفر همچنین گسترش چرخند حاره‌ای را مهار می‌کند، اما به سازماندهی توفان‌های تندری جداگانه در چرخه‌های زندگی طولانی‌تر کمک می‌کند که سپس می‌تواند هوای شدید ایجاد کند. مفهوم گرماباد توضیح می‌دهد که چگونه تفاوت سرعت باد در ارتفاعات مختلف به تفاوت دمای افقی بستگی دارد و وجود رودباد را توضیح می‌دهد.